# 因濟夫卡
46°45′2″N 36°4′36″E / 46.75056°N 36.07667°E
因濟夫卡（烏克蘭語：Інзівка）是位於烏克蘭東南部的村莊，由扎波羅熱州別爾江斯克區的普里莫爾斯克市鎮負責管轄。該村始建於1861年，面積2.66平方公里，海拔高度15米，2001年人口1,339，人口密度每平方公里503.4人。